# Amanita strobiliformis
Amanita strobiliformis (Pauletex Vittad.) Bertill., Essai Crypt. écorc. 3: 499 (1866).

## Descrizione della specie

### Cappello
6–18 cm di diametro, da sub-sferico a piano
CuticolaBianca o bianco crema, con numerose verruche ampie, a forma piramidale, bianche e poi grigiastre, facilmente asportabili.

### Lamelle
Fitte, bianche, libere al gambo, con il filo flocculoso.

### Gambo
6-25 x 1,5-3,5 cm, bianco, quasi cilindrico, talvolta molto lungo, coperto da squame farinose, bulboso, con una pseudoradice profondamente infissa nel terreno.

### Volva
Aderente e caduca.

### Carne
Bianca, immutabile.
- Odore: da cavolo o rafano fresco.
- Sapore: gradevole, leggero nella carne. Amaro nella cuticola del cappello.

### Spore
9-12 x 6-8 µm, ellissoidali, bianche in massa, lisce, amiloidi.

## Habitat
Fruttifica in estate - inizio autunno, in esemplari isolati, mai gregaria; nei boschi di latifoglie diradati e nei prati.
Soprattutto nei terreni calcarei.
Seppure commestibile si sconsiglia l'uso alimentare per evitare confusioni con amanite tossiche simili.
Piuttosto raro.

## Etimologia
Dal latino stróbilus = pigna, e forma = forma, per le placche sul cappello.

## Commestibilità
Commestibile, tuttavia se ne sconsiglia caldamente la raccolta poiché si tratta di una specie parecchio rara, da preservare.
Non sono da escludere possibili scambi con Amanita proxima, specie responsabile della sindrome norleucinica (o nefrotossica).

## Nomi comuni
- Burroso
- (FR)  Amanite solitaire

## Sinonimi e binomi obsoleti
- Agaricus strobiliformis Paulet ex Vittad., Trans. & Proc. Roy. Soc. Queensland: 59 (1832) - basionimo
- Amanita solitaria sensu NCL (1960); fide Checklist of Basidiomycota of Great Britain and Ireland (2005)
- Amanita solitaria f. strobiliformis (Paulet ex Vittad.) Cetto, I Funghi dal Vero (Trento): 9 (1983)
- Amanita solitaria var. strobiliformis (Paulet ex Vittad.) Costantin & L.M. Dufour, Nouv. Fl. Champ. France, Edn 1 (Paris): 3 (1891)
- Armillaria strobiliformis (Paulet ex Vittad.) Locq., Bull. trimest. Soc. mycol. Fr. 68: 167 (1952)
- Hypophyllum strobiliforme (Paulet ex Vittad.) Paulet, Icon. Champ.: pl. 162 (1812)